# Championnat d'Océanie de Formule Régionale 2025
Navigation
2024 2026
Le Championnat d'Océanie de Formule Régionale 2025 est la troisième saison de cette compétition sous format de Formule Régionale et la vingtième édition de la principale catégorie de monoplace auparavant connue sous le nom de Toyota Racing Series. Le championnat se déroule en Nouvelle-Zélande sur cinq week-ends consécutifs entre janvier et février 2025.
Le pilote australien ou néo-zélandais le mieux classé après les deux premières manches recevait la Tasman Cup. Zack Scoular, au volant pour mtec Motorsport, s'est classé deuxième au classement général après la deuxième manche, remportant ainsi ce titre.
Scoular a ensuite remporté le titre de meilleur rookie lors de l’avant-dernière manche de la saison. Peu après, Arvid Lindblad, pilote de l’écurie M2 Competition, a décroché le championnat des pilotes avec deux courses d’avance, tandis que son équipe s’est adjugé le titre des équipes lors de cette même épreuve.

## Ecuries et pilotes
Tous les pilotes ont concouru avec des voitures identiques équipées d’un châssis Tatuus FT-60, propulsées par des moteurs Toyota 2.0L turbocompressés fonctionnant avec un carburant 100 % sans énergie fossile,.
| Ecuries          | No. | Pilotes              | Status | Manches |
| ---------------- | --- | -------------------- | ------ | ------- |
| mtec Motorsport  | 3   | Zack Scoular         | R      | Toutes  |
| mtec Motorsport  | 5   | Patrick Heuzenroeder |        | Toutes  |
| mtec Motorsport  | 9   | Nicholas Monteiro    |        | Toutes  |
| mtec Motorsport  | 14  | Josh Pierson         |        | 1–4     |
| mtec Motorsport  | 32  | Shawn Rashid         |        | Toutes  |
| mtec Motorsport  | 93  | Broc Feeney          |        | 5       |
| M2 Competition   | 4   | Arvid Lindblad       |        | Toutes  |
| M2 Competition   | 8   | Matías Zagazeta      |        | Toutes  |
| M2 Competition   | 17  | Nikita Johnson       |        | Toutes  |
| M2 Competition   | 23  | Michael Shin         |        | Toutes  |
| M2 Competition   | 69  | Sebastian Manson     |        | Toutes  |
| M2 Competition   | 77  | Enzo Yeh             | R      | Toutes  |
| Giles Motorsport | 13  | Barrett Wolfe        | R      | Toutes  |
| Giles Motorsport | 16  | Tommy Smith          |        | 3–4     |
| Giles Motorsport | 41  | Alex Crosbie         |        | Toutes  |
| Giles Motorsport | 87  | Will Brown           |        | 1–2, 5  |
| Kiwi Motorsport  | 15  | Nicolas Stati        | R      | Toutes  |
| Kiwi Motorsport  | 22  | Jett Bowling         |        | Toutes  |
| Kiwi Motorsport  | 88  | James Lawley         |        | Toutes  |

| Icone | Status        |
| ----- | ------------- |
| R     | Débutant      |
| G     | Pilote invité |

## Calendrier
Le calendrier des courses pour la saison 2025 a été annoncé en juillet 2024. Le championnat comptait à nouveau cinq week-ends de compétition. Initialement, le Highlands Motorsport Park devait être retiré du calendrier et remplacé par le Teretonga Park, qui faisait son retour après une année d'absence. Cependant, le 2 septembre 2024, il a été annoncé que la 69ᵉ édition du Grand Prix de Nouvelle-Zélande se tiendrait finalement au Highlands Motorsport Park, plutôt qu'à l'Euromarque Motorsport Park, entraînant ainsi la sortie de ce dernier du calendrier.
| Manche | Manche | Circuit                                                      | Date       |
| ------ | ------ | ------------------------------------------------------------ | ---------- |
| 1      | C1     | Taupo International Motorsport Park (Taupō, Waikato)         | 11 Janvier |
| 1      | C2     | Taupo International Motorsport Park (Taupō, Waikato)         | 12 Janvier |
| 1      | C3     | Taupo International Motorsport Park (Taupō, Waikato)         | 12 Janvier |
| 2      | C1     | Hampton Downs Motorsport Park (Hampton Downs, North Waikato) | 18 Janvier |
| 2      | C2     | Hampton Downs Motorsport Park (Hampton Downs, North Waikato) | 19 Janvier |
| 2      | C3     | Hampton Downs Motorsport Park (Hampton Downs, North Waikato) | 19 Janvier |
| 3      | C1     | Manfeild: Circuit Chris Amon (Feilding, Manawatū District)   | 25 Janvier |
| 3      | C2     | Manfeild: Circuit Chris Amon (Feilding, Manawatū District)   | 26 Janvier |
| 3      | C3     | Manfeild: Circuit Chris Amon (Feilding, Manawatū District)   | 26 Janvier |
| 4      | C1     | Teretonga Park (Invercargill, Southland District)            | 1 Février  |
| 4      | C2     | Teretonga Park (Invercargill, Southland District)            | 2 Février  |
| 4      | C3     | Teretonga Park (Invercargill, Southland District)            | 2 Février  |
| 5      | C1     | Highlands Motorsport Park (Cromwell, Otago)                  | 8 Février  |
| 5      | C2     | Highlands Motorsport Park (Cromwell, Otago)                  | 9 Février  |
| 5      | C3     | Highlands Motorsport Park (Cromwell, Otago)                  | 9 Février  |

## Résultats des courses
| Manche | Manche | Circuit                             | Pole position        | Meilleur tours       | Vainqueur            | Ecurie vainqueur |
| ------ | ------ | ----------------------------------- | -------------------- | -------------------- | -------------------- | ---------------- |
| 1      | C1     | Taupo International Motorsport Park | Zack Scoular         | Zack Scoular         | Zack Scoular         | mtec Motorsport  |
| 1      | C2     | Taupo International Motorsport Park |                      | Michael Shin         | Matías Zagazeta      | M2 Competition   |
| 1      | C3     | Taupo International Motorsport Park | Arvid Lindblad       | Will Brown           | Arvid Lindblad       | M2 Competition   |
| 2      | C1     | Hampton Downs Motorsport Park       | Arvid Lindblad       | Josh Pierson         | Arvid Lindblad       | M2 Competition   |
| 2      | C2     | Hampton Downs Motorsport Park       |                      | Arvid Lindblad       | Sebastian Manson     | M2 Competition   |
| 2      | C3     | Hampton Downs Motorsport Park       | Arvid Lindblad       | Arvid Lindblad       | Arvid Lindblad       | M2 Competition   |
| 3      | C1     | Manfeild: Circuit Chris Amon        | Arvid Lindblad       | Arvid Lindblad       | Arvid Lindblad       | M2 Competition   |
| 3      | C2     | Manfeild: Circuit Chris Amon        |                      | Zack Scoular         | Zack Scoular         | mtec Motorsport  |
| 3      | C3     | Manfeild: Circuit Chris Amon        | Arvid Lindblad       | Arvid Lindblad       | Arvid Lindblad       | M2 Competition   |
| 4      | C1     | Teretonga Park                      | Arvid Lindblad       | Arvid Lindblad       | Matías Zagazeta      | M2 Competition   |
| 4      | C2     | Teretonga Park                      |                      | Josh Pierson         | Sebastian Manson     | M2 Competition   |
| 4      | C3     | Teretonga Park                      | Matías Zagazeta      | Arvid Lindblad       | Arvid Lindblad       | M2 Competition   |
| 5      | C1     | Highlands Motorsport Park           | Patrick Heuzenroeder | Patrick Heuzenroeder | Patrick Heuzenroeder | mtec Motorsport  |
| 5      | C2     | Highlands Motorsport Park           |                      | Nikita Johnson       | Nikita Johnson       | M2 Competition   |
| 5      | C3     | Highlands Motorsport Park           | Broc Feeney          | Matías Zagazeta      | Will Brown           | Giles Motorsport |

## Classement des championnats

### Système de points
Courses 1 et 3
| Position | 1er | 2e | 3e | 4e | 5e | 6e | 7e | 8e | 9e | 10e | 11e | 12e | 13e | 14e | 15e | 16e | 17e | 18e | 19e | 20e |
| Points   | 35  | 31 | 27 | 24 | 22 | 20 | 18 | 16 | 14 | 12  | 10  | 9   | 8   | 7   | 6   | 5   | 4   | 3   | 2   | 1   |

Grille inversé pour la course 2
| Position | 1er | 2e | 3e | 4e | 5e | 6e | 7e | 8e | 9e | 10e | 11e | 12e | 13e | 14e | 15e |
| Points   | 20  | 18 | 16 | 14 | 12 | 10 | 9  | 8  | 7  | 6   | 5   | 4   | 3   | 2   | 1   |

### Classement pilote
| Pos. | Pilotes              | TAU | TAU  | TAU | HMP  | HMP  | HMP | MAN | MAN  | MAN  | TER  | TER  | TER  | HIG | HIG  | HIG  | Points |
| Pos. | Pilotes              | C1  | C2   | C3  | C1   | C2   | C3  | C1  | C2   | C3   | C1   | C2   | C3   | C1  | C2   | C3   | Points |
| ---- | -------------------- | --- | ---- | --- | ---- | ---- | --- | --- | ---- | ---- | ---- | ---- | ---- | --- | ---- | ---- | ------ |
| 1    | Arvid Lindblad       | 3   | 3    | 1   | 1    | 3    | 1   | 1   | 14   | 1    | 2    | 6    | 1    | 2   | Abd. | 3    | 370    |
| 2    | Zack Scoular         | 1   | 10   | 3   | 2    | 7    | 2   | 8   | 1    | 8    | 5    | 2    | 8    | 5   | 4    | 2    | 314    |
| 3    | Nikita Johnson       | 4   | 5    | 5   | 8    | 2    | 4   | 2   | 2    | 2    | 3    | 8    | 5    | 8   | 1    | 8    | 305    |
| 4    | Patrick Heuzenroeder | 9   | 8    | 4   | 5    | 4    | 6   | 3   | 7    | 3    | 4    | 3    | 4    | 1   | Abd. | Abd. | 264    |
| 5    | Matías Zagazeta      | 5   | 1    | 2   | 16   | 11   | 5   | 12  | 13   | 5    | 1    | 7    | 3    | 4   | 6    | Abd. | 244    |
| 6    | Sebastian Manson     | 10  | 7    | 9   | 7    | 1    | 10  | 6   | Abd. | 4    | 7    | 1    | 7    | 9   | 5    | 9    | 225    |
| 7    | Josh Pierson         | 8   | 2    | 6   | 4    | 6    | 3   | 5   | 3    | 9    | 6    | 5    | 6    |     |      |      | 219    |
| 8    | Michael Shin         | 6   | 6    | 7   | 9    | 9    | 7   | 11  | 15   | 10   | Abd. | 9    | 2    | 3   | Abd. | 5    | 197    |
| 9    | Shawn Rashid         | 15  | 13   | 10  | 6    | 8    | 9   | 13  | 8    | 11   | 14   | 13   | 11   | 6   | 3    | 4    | 169    |
| 10   | Will Brown           | 2   | 9    | 8   | 3    | 5    | 8   |     |      |      |      |      |      | 11  | 12   | 1    | 158    |
| 11   | Enzo Yeh             | 7   | 4    | 16  | 13   | 13   | 11  | 14  | 4    | 6    | 8    | 4    | 14   | 13  | 11   | Abd. | 149    |
| 12   | Nicholas Monteiro    | 12  | 11   | 13  | Dsq. | 14   | 14  | 9   | 5    | 13   | 11   | 12   | 13   | 7   | 2    | 12   | 132    |
| 13   | Alex Crosbie         | 11  | 15   | 11  | 10   | Dsq. | 12  | 7   | 16   | 15   | 10   | 10   | 10   | 16  | 10   | 10   | 118    |
| 14   | Jett Bowling         | 14  | 12   | 12  | 11   | 10   | 15  | 15  | 9    | 12   | 13   | Abd. | Abd. | 12  | 14   | 7    | 108    |
| 15   | Nicolas Stati        | 13  | Abd. | 14  | 12   | 12   | 13  | 10  | 10   | 14   | 12   | Abd. | 12   | 14  | 7    | 11   | 105    |
| 16   | Tommy Smith          |     |      |     |      |      |     | 4   | 6    | 7    | 9    | 11   | 9    |     |      |      | 85     |
| 17   | Barrett Wolfe        | 16  | 14   | 15  | 14   | 15   | 17  | 17  | 12   | 16   | 15   | 14   | 16   | 17  | 9    | 13   | 71     |
| 18   | James Lawley         | 17  | 16   | 17  | 15   | Dsq. | 16  | 16  | 11   | Abd. | 16   | Abd. | 15   | 15  | 8    | Abd. | 54     |
| 19   | Broc Feeney          |     |      |     |      |      |     |     |      |      |      |      |      | 10  | 13   | 6    | 35     |
| Pos. | Pilotes              | C1  | C2   | C3  | C1   | C2   | C3  | C1  | C2   | C3   | C1   | C2   | C3   | C1  | C2   | C3   | Points |
| Pos. | Pilotes              | TAU | TAU  | TAU | HMP  | HMP  | HMP | MAN | MAN  | MAN  | TER  | TER  | TER  | HIG | HIG  | HIG  | Points |

| Débutant |

### Classement des écuires
Les deux meilleurs résultats de chaque écuries sont contabilisés pour chaque courses
| Pos. | Ecuries          | TAU | TAU | TAU | HMP | HMP | HMP | MAN | MAN | MAN | TER | TER  | TER | HIG | HIG | HIG | Points |
| Pos. | Ecuries          | C1  | C2  | C3  | C1  | C2  | C3  | C1  | C2  | C3  | C1  | C2   | C3  | C1  | C2  | C3  | Points |
| ---- | ---------------- | --- | --- | --- | --- | --- | --- | --- | --- | --- | --- | ---- | --- | --- | --- | --- | ------ |
| 1    | M2 Competition   | 3   | 1   | 1   | 1   | 1   | 1   | 1   | 2   | 1   | 1   | 1    | 1   | 2   | 1   | 3   | 772    |
| 1    | M2 Competition   | 4   | 3   | 2   | 7   | 2   | 4   | 2   | 4   | 2   | 2   | 4    | 2   | 3   | 5   | 5   | 772    |
| 2    | mtec motorsport  | 1   | 2   | 3   | 2   | 4   | 2   | 3   | 1   | 3   | 4   | 2    | 4   | 1   | 2   | 2   | 653    |
| 2    | mtec motorsport  | 8   | 8   | 4   | 4   | 6   | 3   | 5   | 3   | 8   | 5   | 3    | 6   | 4   | 3   | 4   | 653    |
| 3    | Giles Motorsport | 2   | 9   | 8   | 3   | 5   | 8   | 4   | 6   | 7   | 9   | 10   | 9   | 11  | 9   | 1   | 371    |
| 3    | Giles Motorsport | 11  | 14  | 11  | 10  | 15  | 12  | 7   | 12  | 15  | 10  | 11   | 10  | 16  | 10  | 10  | 371    |
| 4    | Kiwi Motorsport  | 13  | 12  | 12  | 11  | 10  | 13  | 10  | 9   | 12  | 12  | Abd. | 12  | 12  | 7   | 7   | 218    |
| 4    | Kiwi Motorsport  | 14  | 16  | 14  | 12  | 12  | 15  | 15  | 10  | 14  | 13  | Abd. | 15  | 14  | 8   | 11  | 218    |
| Pos. | Ecuries          | C1  | C2  | C3  | C1  | C2  | C3  | C1  | C2  | C3  | C1  | C2   | C3  | C1  | C2  | C3  | Points |
| Pos. | Ecuries          | TAU | TAU | TAU | HMP | HMP | HMP | MAN | MAN | MAN | RUA | RUA  | RUA | HIG | HIG | HIG | Points |